# 斯基韦诺利亚
斯基韦诺利亚（義大利語：Schivenoglia），是意大利曼托瓦省的一个市镇。总面积13.17平方公里，人口1281人，人口密度97.3人/平方公里（2009年）。国家统计（ISTAT）代码为020060。